# 中央研究院人名權威-人物傳記資料庫
人名權威-人物傳記資料庫是台灣中央研究院歷史語言研究所開發的中國歷史人物權威控制資料庫。

## 歷史
人名權威-人物傳記資料庫的前身是中研院史語所與國立故宮博物院合作建立的明清檔案人名權威資料庫，始建於2001年。該資料庫以史語所藏明清檔案與故宮博物院藏軍機處奏摺錄副、宮中檔朱批奏摺等原始檔案以及清國史館與民國國史館所撰人物傳記資料爲主建立，此外還使用了《清史列傳》、《清史稿校注》、《中國第一歷史檔案館藏清代官員履歷檔案全編》、《清代職官年表》、《碑傳集》等大量出版資料，內容包括人物名稱、生平傳略、出身履歷、親族關係等。
2013年，傅斯年圖書館人名權威檔併入該資料庫，因涵蓋範圍已超出明清兩代，故更名為「人名權威-人物傳記資料庫」。此外，該資料庫還是中國歷代人物傳記資料庫資料來源之一。
2018年，中央研究院數位文化中心成立「鏈結開放資料實驗室」，將人名權威-人物傳記資料庫內容轉換爲鏈結資料整合入鏈結開放資料平台。
2021年7月，網站新版上線。

## 外部連結
- 人名權威-人物傳記資料庫官方網站 （页面存档备份，存于）